# Arták Viráz-námak
| Viděl jsem tak hltavé čelisti pekla jako nejhroznější jámu, sestupující do velmi úzkého a děsného místa, v temnotě tak šeré, že je nutno rukou vztaženou hmatati, a v takovém zápachu, že každý, jehož nos vdechuje onen vzduch, bude se vzpírati, potáceti a padne. A pro těsnost a uzavřenost tam nikomu možno býti. |
| ukázka z Arták Viráz-námak, překlad Otakara Klímy |

Arták Viráz-námak „Kniha o spravedlivém Virázovi“ je zarathuštrické literární dílo popisující cestu hlavního hrdiny mimo svět smrtelníků, včetně cesty do nebe a pekla. Bylo sepsáno středopersky v době Sasánovské říše a své definitivní podoby text dosáhl nejspíše v 9. a 10. století, čemuž napovídá množství výpůjček z nové perštiny. Dílo bývá někdy přirovnáváno k Dantově Božské komedii.

## Obsah
Dílo vypráví o knězi Virázovi, jež byl vybrán shromážděním u chrámu posvátného ohně Ádur Farnabag pro svou ctnost a mravnost, jehož pouť mimo lidský svět má zarathuštristům, jež se v době děje díla nacházejí v krizi, pomoci ověřit platnost jejich představ o duchovních světech a efektivitu jejich obřadů. Následně byl posazen „vidcův trůn“, vypil opojný nápoj mang a upadl na sedm dní a sedm nocí do spánku. Během této doby se nad ním jeho sestry-manželky a ostatní lidé modlili a recitovali texty z Avesty. Virázovi poté byli na jeho cestě nadpozemskými světy průvodci jazatové-bohové Sróš „Poslušnost, Kázeň“ a Átur „Oheň“, kteří mu ukazovali jaké odměny čekají po smrti hříšníky a jaké odměny čekají spravedlivé. Přibližně šedesát procent textu obsahuje právě explicitní popisy trestů, především deliktů sexuální charakteru. Po svém návratu pak Viráz vyprávěl své zážitky shromáždění.

## Verze
Verze sepsaná v písmu pahlaví klade příběh jen obecně do doby úpadku víry, zatímco verze sepsaná v písmu pázand do doby krátce po smrti Zarathuštry a novoperská verze do doby vlády Ardašíra I. Philippe Gignoux se domnívá že dobou úpadku víry mohla být původně myšlena doba po pádu Achaimenovské říše, později však byl děj vztažen na dobu po dobytí Íránu Araby.